# Perfect Dark (Game Boy Color)
Perfect Dark es un videojuego de acción desarrollado y publicado por Rare y lanzado para la consola portátil Game Boy Color en 2000. Como precuela directa de su contraparte para Nintendo 64, el juego sigue a la agente Joanna Dark mientras completa su entrenamiento en el centro de investigación del Instituto Carrington y descubre información contra la corporación rival dataDyne. El juego gira en torno a disparar a los oponentes y completar objetivos como rescatar rehenes o recuperar objetos. El juego también incluye un modo multijugador en el que dos jugadores pueden competir entre sí en varios modos deathmatch.
Perfect Dark se desarrolló simultáneamente con la versión para Game Boy Color de Donkey Kong Country. Es compatible con los accesorios Game Boy Printer, Game Link Cable y Transfer Pak e incluye una función rumble integrada en el cartucho del juego. El Transfer Pak permite a los jugadores desbloquear alternativamente los modos hacer trampa en el juego de Nintendo 64. El juego recibió críticas generalmente mixtas de los críticos, quienes criticaron su juego difícil y superficial, pero destacaron sus aspectos técnicos como los gráficos y las características de compatibilidad.

## Jugabilidad
Perfect Dark es un juego de acción que se presenta desde una de arriba hacia abajo y donde el jugador puede moverse y disparar en ocho direcciones. El jugador controla a Joanna Dark e inicialmente debe completar un modo de entrenamiento donde tendrá que completar una serie de desafíos. Estos incluyen el uso de sigilo, en el que se desafía al jugador a matar enemigos acercándose sigilosamente detrás de ellos sin hacer ruido (por ejemplo, correr o recargar armas), completar un juego de memoria que implica presionar varios botones en un orden específico para abrir puertas y disparar objetivos desde una perspectiva primera persona.
La campaña de un jugador del juego se divide en varias misiones que el jugador debe completar mientras lucha contra enemigos y completa objetivos. Los objetivos van desde el rescate de rehenes hasta la exploración de áreas y la recuperación de elementos como tarjetas de acceso, explosivos o computadoras portátiles, que son útiles para piratear dispositivos electrónicos. El jugador puede saquear nuevas armas, salud y municiones de los cadáveres enemigos. El juego incluye varios minijuegos, incluido un nivel de conducción y una misión de francotirador, así como numerosas batallas de jefe que debes vencer para pasar al siguiente  nivel. Al superar cualquiera de estos minijuegos, el jugador puede acceder a ellos en el menú de extras del juego. El juego también incluye un modo multijugador donde dos jugadores pueden competir en cuatro tipos diferentes de modos deathmatch. Estos van desde el estándar de matar a la otra persona en un tiempo preestablecido hasta el modo Counter Force, donde el primer jugador debe rescatar a los rehenes mientras que el segundo jugador debe protegerlos. Se desbloquean varios mapas multijugador a medida que el jugador avanza en la campaña para un jugador.

## Trama
Ambientada a principios de 2022, Perfect Dark sigue a la agente Joanna Dark durante las etapas finales de su formación en el Instituto Carrington, un centro de investigación fundado por Daniel Carrington. Después de completar su entrenamiento, Joanna es enviada a una misión para destruir una planta de fabricación de cyborgs en la jungla de América del Sur. La instalación está dirigida por Mink Hunter y produce armamento de alta tecnología para operaciones terroristas. Joanna completa su misión con éxito, matando a Hunter y destruyendo toda la instalación. Luego informa que, durante su aterrizaje en la jungla, presenció el derribo de un avión y tomó nota de las coordenadas. Carrington se entera de que hay un OVNI en el área y que dataDyne, la corporación rival del Instituto Carrington, se está saliendo con la suya con los restos alienígenas.
Joanna es enviada a investigar el lugar del accidente, pero finalmente es capturada y llevada a la nave de investigación "Pelagic I", junto con los restos alienígenas. Un alienígena finalmente rescata a Joanna, diciéndole que debe recopilar la mayor cantidad de información posible sobre los restos del alienígena y luego hundir el "Pelagic I". Después de tener éxito, Joanna le dice a Carrington que los restos pertenecían a una raza alienígena llamada Skedar. La situación cambia abruptamente cuando el Instituto Carrington es asaltado por un equipo de ataque de dataDyne que espera destruir cualquier evidencia en su contra. Joanna defiende el Instituto Carrington y su trabajo le otorga el reconocimiento suficiente para participar en su próxima misión. El juego termina con el Instituto Carrington llevando a cabo más investigaciones sobre dataDyne.

## Desarrollo y lanzamiento

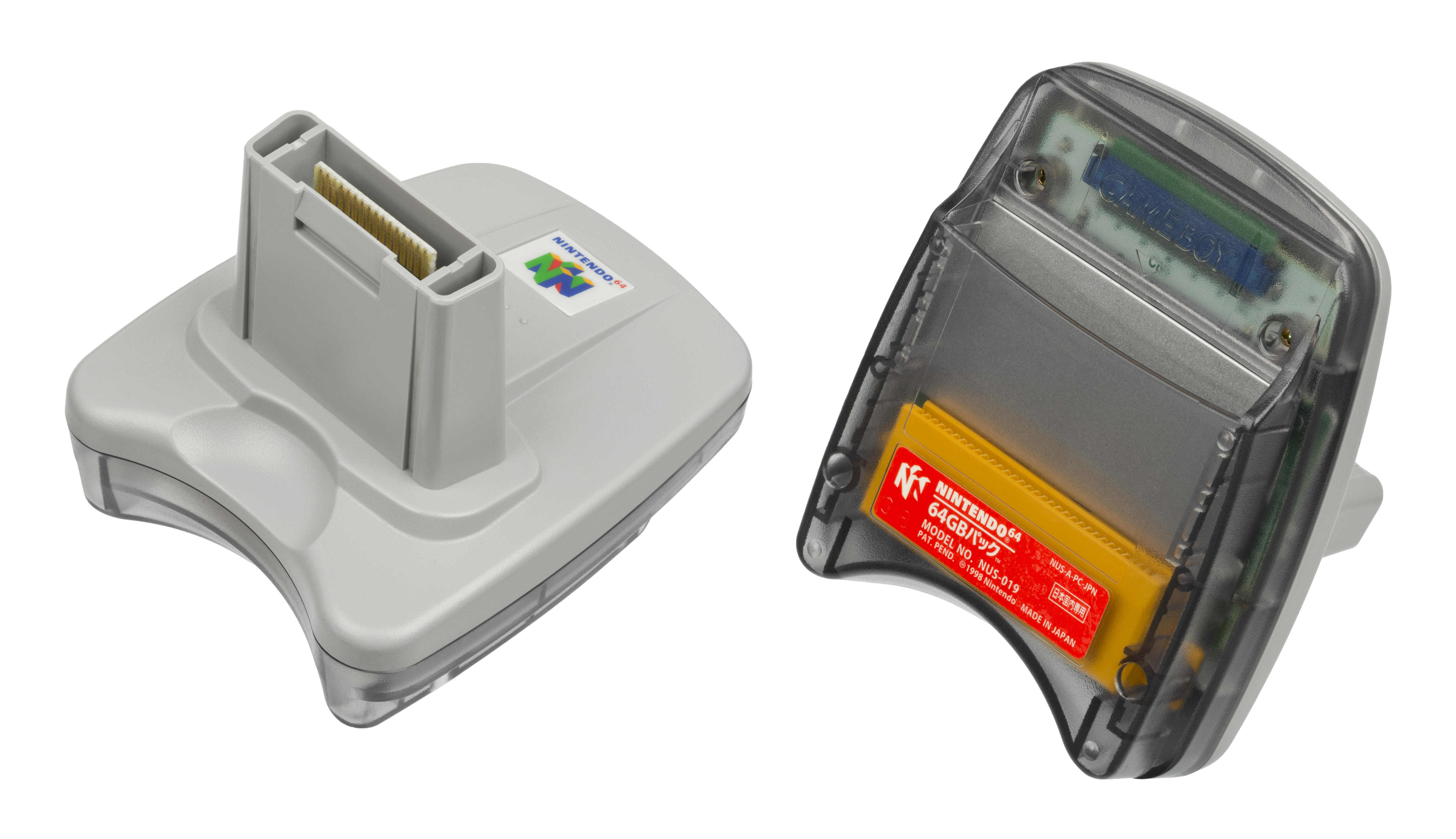
El juego es compatible con el Transfer Pak, que desbloquea modos de trucos en su contraparte de Nintendo 64

Perfect Dark fue desarrollado por Rare para la consola portátil Game Boy Color como una precuela y complemento del juego para Nintendo 64 del mismo nombre. Aunque la producción del juego comenzó después de que se completara Conker's Pocket Tales, se retrasó mientras Mickey's Racing Adventure todavía estaba en desarrollo. El juego fue desarrollado simultáneamente con la versión para Game Boy Color de Donkey Kong Country. El equipo responsable de ambos juegos estaba compuesto por 20 personas e incluía principalmente artistas, diseñadores y programadores. Se utilizó un software interno especialmente escrito por Rare para producir la música en formato de 8 bits. Es el primer juego de Game Boy Color de Rare que presenta sonido muestreado y utiliza video de movimiento completo para escenas. El tamaño del cartucho del juego es de 32 megabits. El cartucho cuenta con una funcionalidad integrada rumble que proporciona retroalimentación de fuerza durante el juego.
El juego es compatible con muchos accesorios de Game Boy. Estos incluyen el Game Link Cable, que se requiere para el modo multijugador, la Impresora Game Boy, que se puede usar para imprimir perfiles de personajes, y el Transfer Pak, que permite a los jugadores desbloquear alternativamente los modos hacer trampa en el juego de Nintendo 64. También es posible transferir datos del juego de una máquina Game Boy Color a otra utilizando su puerto infrarrojo. El juego fue anunciado en enero de 2000 con una fecha de lanzamiento prevista para el 12 de junio de 2000. Las primeras capturas de pantalla del juego se revelaron poco después, mientras que una demostración del juego se exhibió en el E3 en mayo de 2000. El juego fue lanzado en Europa en agosto de 2000, y en América del Norte el 28 de agosto de 2000. A pesar de sus gráficos con la calidad de Game Boy Color, el juego recibió una calificación para adolescentes de la ESRB debido a su violencia animada.

## Recepción
Perfect Dark recibió críticas generalmente mixtas de las publicaciones de videojuegos. Los críticos elogiaron los aspectos técnicos del juego, incluidos los gráficos, el habla muestreada y las funciones de compatibilidad, pero criticaron su modo de juego superficial, especialmente en comparación con "Metal Gear: Ghost Babel". Según IGN, "es obvio que un equipo de desarrollo 'A' se puso en 'Perfect Dark' para Game Boy Color. Pero no puedo ignorar los pequeños matices de juego y control que restan valor a la diversión general de jugar [el juego], a pesar de tener mucha variedad en todo el diseño del juego". Los editores de N64 Magazine y Planet Game Boy fueron más positivos con respecto al juego, elogiaron su tamaño e incluyeron extras. Este último llegó a llamar a "Perfect Dark" "uno de los juegos portátiles más grandes jamás creados".
Gráficamente, el juego fue elogiado por sus fondos detallados y animaciones fluidas. Sin embargo, se criticó el tamaño del personaje del jugador porque no permite a los jugadores ver correctamente su entorno inmediato, lo que hace que los jugadores alerten accidentalmente a los enemigos cercanos o les dificulte tener una idea de dónde se encuentran en los niveles "laberínticos" del juego. IGN explicó que el problema se ve agravado por la barra de salud, que desperdicia un valioso espacio en la pantalla. The Electric Playground destacó las conversaciones de voz completa del juego y numerosos efectos de sonido como pasos y disparos. GameSpot también señaló los numerosos efectos de sonido del juego, pero criticó el hecho de que no hay música durante el juego.
La falta de puntos de control y la escasez de salud y municiones frustró a algunos críticos, que encontraron el juego innecesariamente difícil e implacable. También se notó la pobre inteligencia artificial de los enemigos y la mecánica de sigilo. Según GameSpot, "en teoría, deberías acercarte sigilosamente a los enemigos, desactivar bombas y salvar rehenes. En la práctica, sin embargo, los enemigos se dan la vuelta y atacan incluso cuando te acercas sigilosamente y desactivar las bombas no requiere esfuerzo, por lo que la sugerencia de estrategia es discutible". Aunque los diferentes minijuegos fueron elogiados por darle variedad al juego, algunos críticos sintieron que imitaban claramente juegos como "Spy Hunter" y "Operation Wolf".
El modo multijugador se destacó por sus amplias opciones, pero IGN comentó que "no hay una estrategia real involucrada en estos juegos de combate a muerte aparte de encontrar a la otra persona y abrir fuego hasta que uno muera y reaparezca en otro lugar del mapa". En una reseña retrospectiva, Jon Wahlgren de Nintendo Life concluyó que Rare "hizo un gran trabajo al incluir tantas funciones y magia técnica en el pequeño carrito, al concentrarse tanto en la tecnología que parecen tener sacrificó mucho de lo que lo haría más divertido de jugar". En 2012, los editores de GamesRadar clasificaron a Perfect Dark en el puesto 47 de su lista de los mejores juegos de Game Boy de todos los tiempos, elogiando a Rare por su adaptación del juego de Nintendo 64.